# Lamprotornis shelleyi
Lamprotornis shelleyi là một loài chim trong họ Sturnidae.